# Donald Hamilton
Donald Hamilton (n. 24 martie 1916, Uppsala, Uppsala län, Suedia – d. 20 noiembrie 2006, Visby, Comitatul Gotland, Suedia) a fost un autor american de origine suedeză, scriitor de romane, nuvele, povestiri și de literatură non-ficțiune axată pe teme de viață în aer liber.
Romanele sale sunt în majoritatea lor de tipul romanelor de spionaj, romanelor de investigații sau western.  Donald Hamilton este în special cunoscut pentru seria lungă de romane (1960 - 1993) avându-l ca protagonist pe același personaj, Matt Helm, parte spion, parte agent al unei agenții secrete a guvernului SUA, parte asasin.
Într-o analiză pertinentă și exhaustivă, cunoscutul critic literar american Anthony Boucher scria: „Donald Hamilton a adus literatura de spionaj la un nivel autentic de realism dur/credibil ca al celor lui Dashiell Hammett; poveștile sale sunt bine articulate și probabil atât de aproape de adevărul sordid al spionajului ca și cum ar fi oricare din cele adevărate care ne-ar fi povestite acum.”  

## Viața
Hamilton s-a născut în 24 martie 1916 în Uppsala, Suedia.  A emigrat în Statele Unite, a absolvit University of Chicago (primind un bachelor în știință în 1938) și a slujit în Rezerva Navală a Statelor Unite (United States Navy Reserve) în timpul celui de-al doilea război mondial. A fost căsătorit cu Kathleen Hamilton (născută Stick) din 1941 până la moartea acesteia în 1989. Cuplul a avut patru copii: Hugo, Elise, Gordon și Victoria Hamilton.